# Trilasma trispinosum
Espèce
Trilasma trispinosum est une espèce d'opilions dyspnois de la famille des Nemastomatidae.

## Distribution
Cette espèce est endémique du Veracruz au Mexique. Elle se rencontre vers Puerto del Aire.

## Description
La femelle holotype mesure 2,6 mm et le mâle paratype 2,3 mm.

## Systématique et taxinomie
Cette espèce a été décrite par Shear en 2010.

## Publication originale
- Shear, 2010 : « New species and records of ortholasmatine harvestmen from México, Honduras, and the western United States (Opiliones, Nemastomatidae, Ortholasmatinae). » ZooKeys, vol. 52, p. 9–45.